# سارة جارنر
سارة جارنر (بالإنجليزية: Sarah Garner)‏ هي مجدفة أمريكية، ولدت في 21 مايو 1971 في كايسرسلاوترن في ألمانيا.

## وصلات خارجية
- سارة جارنر على موقع الاتحاد الدولي للتجديف (الإنجليزية)
- سارة جارنر على موقع اللجنة الأولمبية الدولية (الإنجليزية)
- سارة جارنر على موقع أوليمبيديا (الإنجليزية)